# Мемориальная беседка Гончарова
Беседка-памятник И. А. Гончарову в Киндяковке — ротонда в парке Винновская роща Ульяновска. 

## История
18 июня 1912 года, в день 100-летия всемирно известного писателя, уроженца Симбирска Ивана Александровича Гончарова (1812—1891), в деревне Винновка — пригородном имении последней представительницы дворянского рода Киндяковых Екатерины Максимилиановны Перси-Френч — прошло одно из запланированных мероприятий по увековечению памяти И. А. Гончарова на его родине — закладка памятника-беседки. Все расходы на проектирование, изготовление и установку памятника взяла на себя владелица киндяковской усадьбы Е. М. Перси-Френч. Автором проекта был архитектор А. А. Шодэ. За основу проекта автор взял существовавшую, но уже полуразрушенную ротонду-храм, в которой по преданию был написан роман «Обрыв» [фото].
Беседка-ротонда была выполнена в дорическом ордере с соблюдением всех пропорций и правил из специального фигурного кирпича, оштукатурена и побелена. Восемь колонн поддерживали купол с карнизом и зубчатым антаблементом. Под куполом в центре площадки установили четырёхгранный обелиск с двумя бронзовыми мемориальными досками. Одна представляла собой барельефный портрет И. А. Гончарова работы Цейдлера. Отливку барельефа, вероятно, делали на знаменитом уральском Кусинском заводе. На второй доске была сделана надпись: «Памяти И. А. Гончарова. 1812—1891. Сооружён в день столетия в 1912 году».                                                                                                                                                                                                       
В 1917 году имение помещиков Киндяковых было разграблено и разрушено, но беседка уцелела и в 1937 году в числе прочих 17 объектов была включена в список памятников культуры, охраняемых государством.
В мае 1950 года было принято постановление «О благоустройстве и охране исторического памятника „Беседка Гончарова“ в с. Винновка Ульяновского района». Институтом «Ульяновскгражданпроект» был разработан проект реставрации беседки.
В 1960 году принимается решение о переносе памятника в другое место. Основанием послужили результаты проведённого годом раньше обследования местности, в ходе которого были зафиксированы размыв волжского берега, оползни, образование глубокого оврага.
В 1961 году власти выделили для беседки новый земельный участок, предложенный ульяновским гончароведом П. С. Бейсовым, — высокий холм на берегу волжского водохранилища севернее села Винновка, где когда-то находился сгоревший в 1918 году барский дом.
Был разработан проект переноса беседки из деревни Винновки на территорию парка культуры и отдыха «Винновская роща». Институтом «Ульяновскгражданпроект» был выполнен чертёж с учётом рельефных особенностей нового места. Купол, антаблемент, колонны, пьедестал и балясины были изготовлены из железобетона.
В своих «Заметках о памятниках» ульяновский краевед А. Н. Блохинцев указывает, что «работы по переносу беседки были начаты в июне и закончены в октябре 1967 года, хотя термин „перенос“ в данном случае имеет условное значение, так как фактически, исключая две мемориальные доски, никакого переноса не было. В процессе работ было допущено некоторое отступление от стройности и строгости архитектурного стиля, и новый вариант памятника значительно уступает прежнему, несмотря на то, что его расположение более удачно». 
С мая по август 1974 года, при участии Общества охраны памятников истории и культуры, РСУ железнодорожного участка и работников художественного фонда, была произведена капитальная реставрация памятника.
В 2008 году в свете подготовки к празднованию 200-летия со дня рождения И. А. Гончарова (2012 год) были начаты работы по реконструкции беседки-памятника, в результате чего она была выполнена заново из белого мрамора. Торжественное открытие состоялось 30 апреля 2009 года. 

## Беседка в филателии
- Открытка 1900 г. Развалены беседки, где Гончаров писал роман "Обрыв". (В 1930-х гг. была снесена).
- 3 апреля 1957 года  Министерство связи СССР выпустило  почтовый конверт с изображением «Беседки Гончарова» (худ. Н. Круглов)[3].
- 1965 г. — ХМК СССР. Ульяновск. Беседка русского писателя И. А. Гончарова. (Художник Шарова)[4].
- В 1998 году Почта России выпустила почтовую марку № 443 посвященную 350-летию Ульяновску, на которой изображена «Беседка Гончарова».[5]

- ХМК СССР, 1957. Беседка Гончарова.
- Почта России. 1998 г. 350 лет Ульяновску.
- ХМК СССР, 1965. Ульяновск. Беседка Гончарова.
- Открытка 1900 г. Развалены беседки, где Гончаров писал роман "Обрыв".